# Bukit Terap
Bukit Terap is een bestuurslaag in het regentschap Bangka Selatan van de provincie Bangka-Belitung, Indonesië. Bukit Terap telt 2039 inwoners (volkstelling 2010).